# Curtara tropicana
Curtara tropicana är en insektsart som beskrevs av Delong och Wolda 1984. Curtara tropicana ingår i släktet Curtara och familjen dvärgstritar. Inga underarter finns listade i Catalogue of Life.